# Heike Dörrenbächer
Heike Dörrenbächer (* 1966 in Nürnberg) ist eine deutsche Politikwissenschaftlerin.

## Werdegang
Dörrenbächer studierte Politische Wissenschaften, Geschichte und Slawistik an der Freien Universität Berlin und wurde 1996 promoviert. Sie war stellvertretende Leiterin der Europäischen Akademie Berlin und wissenschaftliche Mitarbeiterin bei der Deutschen Gesellschaft für Auswärtige Politik. Bei der Friedrich-Naumann-Stiftung für die Freiheit war sie Referatsleiterin Lateinamerika & Afrika und Projektleiterin für die Ukraine und Belarus. Sie war Geschäftsführerin der Deutschen Gesellschaft für Osteuropakunde und ist Leiterin der Abteilung Gedenkkultur und Bildung des Volksbundes Deutsche Kriegsgräberfürsorge.

## Veröffentlichungen (Auswahl)
- Der Beitrag deutsch-sowjetischer Joint Ventures zu wirtschaftlichen Entwicklung der Sowjetunion, Berlin 1992.
- Die Sonderwirtschaftszone Jantar' von Kaliningrad (Königsberg), Bonn 1994, ISBN 978-3771304713.